# Liga Mistrzów UEFA (2017/2018)/Faza kwalifikacyjna
Artykuł prezentuje szczegółowe dane dotyczące rozegranych meczów mających na celu wyłonienie grupy 10 drużyn spośród 57 zespołów piłkarskich, które wzięły udział w fazie kwalifikacyjnej Ligi Mistrzów UEFA 2017/2018.

## Terminarz
| Faza         | Runda                         | Data losowania  | Pierwszy mecz       | Drugi mecz          |
| ------------ | ----------------------------- | --------------- | ------------------- | ------------------- |
| Kwalifikacje | Pierwsza runda kwalifikacyjna | 19 czerwca 2017 | 27-28 czerwca 2017  | 4–5 lipca 2017      |
| Kwalifikacje | Druga runda kwalifikacyjna    | 19 czerwca 2017 | 11–12 lipca 2017    | 18–19 lipca 2017    |
| Kwalifikacje | Trzecia runda kwalifikacyjna  | 14 lipca 2017   | 25–26 lipca 2017    | 1–2 sierpnia 2017   |
| Play-off     | Runda play-off                | 4 sierpnia 2017 | 15–16 sierpnia 2017 | 22–23 sierpnia 2017 |

## I runda kwalifikacyjna
Do startu w I rundzie kwalifikacyjnej uprawniono 10 drużyn, z czego 5 zostało rozstawionych. Losowanie odbyło się 19 czerwca 2017 roku.
Pierwsze mecze zostały rozegrane 27 i 28 czerwca, natomiast rewanże odbyły się 4 lipca.
| The New Saints F.C. | 5,775 |
| Linfield F.C.       | 3,650 |
| Víkingur Gøta       | 2,950 |
| Hibernians          | 2,800 |
| FC Santa Coloma     | 2,733 |

| Alaszkert           | 2,525 |
| SP La Fiorita       | 1,566 |
| Europa FC           | 1,500 |
| Tallinna FC Infonet | 1,300 |
| KF Trepça’89        | 0,000 |

Wsp. – wartość współczynnika klubowego
Pogrubioną czcionką wyróżniono zespoły, które awansowały do kolejnej rundy.
| Drużyna 1                            | Wynik dwumeczu | Drużyna 2           | Pierwszy mecz | Drugi mecz  |
| ------------------------------------ | -------------- | ------------------- | ------------- | ----------- |
| Víkingur Gøta                        | 6:2            | KF Trepça’89        | 2:1           | 4:1         |
| Linfield F.C.                        | 1:0            | SP La Fiorita       | 1:0           | 0:0         |
| The New Saints F.C.                  | 4:3            | Europa FC           | 1:2           | 3:1 (dogr.) |
| Alaszkert                            | 2:1            | FC Santa Coloma     | 1:0           | 1:1         |
| Hibernians                           | 3:0            | Tallinna FC Infonet | 2:0           | 1:0         |
| Po lewej gospodarz pierwszego meczu. |                |                     |               |             |

### Pierwsze mecze
| 127 czerwca 2017 | Víkingur Gøta                | 2:1   | KF Trepça’89 |                                                         |
| 20:00 CET        | G. Vatnhamar 17' · Lawal 73' | (1:1) | 39' Hajdari  | Tórsvøllur, Thorshavn Widzów: 841 Sędzia: Juri Frischer |

| 227 czerwca 2017 | Hibernians                    | 2:0   | Tallinna FC Infonet |                                                           |
| 20:00 CET        | Jorginho 63' · Kristensen 40' | (0:0) |                     | Hibernians Ground, Paola Widzów: 1 068 Sędzia: Fedayi San |

| 327 czerwca 2017 | Alaszkert     | 1:0   | FC Santa Coloma |                                                                     |
| 18:00 CET        | Nenadović 39' | (1:0) |                 | Stadion Hanrapetakan, Erywań Widzów: 3 300 Sędzia: Stefan Apostolov |

| 427 czerwca 2017 | The New Saints F.C. | 1:2   | Europa FC             |                                                        |
| 20:00 CET        | Quigley 44'         | (1:1) | 8' Quillo · 78' Gómez | Park Hall, Oswestry Widzów: 1 148 Sędzia: Barbeno Luca |

| 528 czerwca 2017 | Linfield F.C. | 1:0   | SP La Fiorita |                                                          |
| 20:45 CET        | Stewart 89'   | (0:0) |               | Windsor Park, Belfast Widzów: 2 839 Sędzia: Duje Strukan |

### Rewanże
| 14 lipca 2017 | KF Trepça’89 | 1:4   | Víkingur Gøta                                          |                                                                       |
| 18:00 CET     | Hasani 65'   | (0:2) | 37' Anghel · 40' (sam.) Islami · 52', 59' S. Vatnhamar | Stadion Olimpijski, Mitrowica Widzów: 12 000 Sędzia: Alexander Harkam |

| 24 lipca 2017 | Tallinna FC Infonet | 0:1   | Hibernians   |                                                           |
| 18:00 CET     |                     | (0:0) | 88' Jorginho | A. Le Coq Arena, Tallinn Widzów: 995 Sędzia: Alex Troleis |

| 34 lipca 2017 | FC Santa Coloma | 1:1   | Alaszkert     |                                                         |
| 20:30 CET     | Lima 63'        | (0:1) | 28' Nenadović | Estadi Comunal, Andora Widzów: 850 Sędzia: Sven Bindels |

| 44 lipca 2017 | Europa FC       | 1:3 (pd.)       | The New Saints F.C.                 |                                                                              |
| 19:30 CET     | Walker 53' (k.) | (0:2, 1:2, 1:3) | 37' (sam.) Moya · 41', 104' Quigley | Estádio Algarve, Faro–Loulé (Portugalia) Widzów: 261 Sędzia: Lawrence Visser |

| 54 lipca 2017 | SP La Fiorita | 0:0   | Linfield F.C. |                                                                  |
| 20:30 CET     |               | (0:0) |               | San Marino Stadium, Serravalle Widzów: 911 Sędzia: Fyodor Zammit |

## II runda kwalifikacyjna
Do startu w II rundzie kwalifikacyjnej uprawnione były 34 drużyny (5 z poprzedniej rundy), z czego 17 było rozstawionych. Losowanie odbyło się 19 czerwca. Pierwsze mecze rozegrano w dniach 11–12 lipca, natomiast rewanże odbyły się tydzień później (18-19 lipca).
Uwaga: Losowanie II rundy kwalifikacyjnej odbyło się przed zakończeniem I rundy, więc rozstawienia dokonano przyjmując założenie, że awans uzyska drużyna z wyższym współczynnikiem w poprzedniej rundzie.
    drużyny, które awansowały z I rundy kwalifikacyjnej
| Drużyny rozstawione    |        |
| Drużyna                | Wsp.   |
| Red Bull Salzburg      | 40,570 |
| Łudogorec Razgrad      | 34,175 |
| APOEL Nikozja          | 26,210 |
| Qarabağ FK             | 18,050 |
| Partizan Belgrad       | 16,075 |
| Drużyny nierozstawione |        |
| Drużyna                | Wsp.   |
| Žalgiris Wilno         | 5,825  |
| F91 Dudelange          | 4,975  |
| Budućnost Podgorica    | 3,300  |
| Hibernians             | 2,800  |
| SK Samtredia           | 1,525  |

| Drużyny rozstawione    |        |
| Drużyna                | Wsp.   |
| FC Kopenhaga           | 40,570 |
| BATE Borysów           | 29,475 |
| FK Astana              | 16,800 |
| HNK Rijeka             | 15,550 |
| Sheriff Tyraspol       | 11,150 |
| Hapoel Beer Szewa      | 10,875 |
| Drużyny nierozstawione |        |
| Drużyna                | Wsp.   |
| MŠK Žilina             | 5,850  |
| The New Saints F.C.    | 5,775  |
| Kukësi                 | 4,575  |
| Budapest Honvéd FC     | 3,175  |
| Alaszkert              | 2,525  |
| Spartaks Jūrmala       | 1,975  |

| Drużyny rozstawione    |        |
| Drużyna                | Wsp.   |
| Celtic                 | 42,785 |
| Legia Warszawa         | 28,450 |
| NK Maribor             | 21,125 |
| Malmö FF               | 16,945 |
| Rosenborg BK           | 12,665 |
| FH                     | 6,175  |
| Drużyny nierozstawione |        |
| Drużyna                | Wsp.   |
| Dundalk F.C.           | 5,815  |
| Wardar Skopje          | 5,125  |
| Zrinjski Mostar        | 4,050  |
| Linfield F.C.          | 3,650  |
| Víkingur Gøta          | 2,950  |
| IFK Mariehamn          | 2,030  |

Wsp. – wartość współczynnika klubowego
Pogrubioną czcionką wyróżnione zespoły, które awansowały do kolejnej rundy.
Niebieską ramką zaznaczono drużyny, które w poprzedniej rundzie wyeliminowały drużynę o wyższym współczynniku i były losowane według współczynnika rywala (losowanie tej rundy odbyło się przed zakończeniem poprzedniej).
| Drużyna 1                            | Wynik dwumeczu | Drużyna 2           | Pierwszy mecz | Drugi mecz  |
| ------------------------------------ | -------------- | ------------------- | ------------- | ----------- |
| APOEL Nikozja                        | 2:0            | F91 Dudelange       | 1:0           | 1:0         |
| Žalgiris Wilno                       | 3:5            | Łudogorec Razgrad   | 2:1           | 1:4         |
| Qarabağ FK                           | 6:0            | SK Samtredia        | 5:0           | 1:0         |
| Partizan Belgrad                     | 2:0            | Budućnost Podgorica | 2:0           | 0:0         |
| Hibernians                           | 0:6            | Red Bull Salzburg   | 0:3           | 0:3         |
| Sheriff Tyraspol                     | 2:2 (br. wyj.) | Kukësi              | 1:0           | 1:2         |
| Spartaks Jūrmala                     | 1:2            | FK Astana           | 0:1           | 1:1         |
| BATE Borysów                         | 4:2            | Alaszkert           | 1:1           | 3:1         |
| MŠK Žilina                           | 3:4            | FC Kopenhaga        | 1:3           | 2:1         |
| Hapoel Beer Szewa                    | 5:3            | Budapest Honvéd FC  | 2:1           | 3:2         |
| HNK Rijeka                           | 7:1            | The New Saints F.C. | 2:0           | 5:1         |
| Malmö FF                             | 2:4            | Wardar Skopje       | 1:1           | 1:3         |
| Zrinjski Mostar                      | 2:3            | NK Maribor          | 1:2           | 1:1         |
| Dundalk F.C.                         | 2:3            | Rosenborg BK        | 1:1           | 1:2 (dogr.) |
| FH                                   | 3:1            | Víkingur Gøta       | 1:1           | 2:0         |
| Linfield F.C.                        | 0:6            | Celtic              | 0:2           | 0:4         |
| IFK Mariehamn                        | 0:9            | Legia Warszawa      | 0:3           | 0:6         |
| Po lewej gospodarz pierwszego meczu. |                |                     |               |             |

### Pierwsze mecze
| 112 lipca 2017 | APOEL Nikozja | 1:0   | F91 Dudelange |                                                    |
| 19:00 CET      | Bertoglio 72' | (0:0) |               | GSP, Nikozja Widzów: 9 600 Sędzia: Alan Mario Sant |

| 212 lipca 2017 | Žalgiris Wilno            | 2:1   | Łudogorec Razgrad |                                                                |
| 20:00 CET      | Nyuiadzi 78' · Kuklys 85' | (0:1) | 18' Abel          | Stadion LFF, Wilno Widzów: 4 911 Sędzia: Manuel Schüttengruber |

| 311 lipca 2017 | Qarabağ FK                                                          | 5:0   | SK Samtredia |                                                                                       |
| 19:00 CET      | Ismayilov 10' (k.) · Ndlovu 37' 45+1' · Guerrier 83' · Míchel 90+2' | (3:0) |              | Stadion Republikański im. Tofiqa Bəhramova, Baku Widzów: 21 500 Sędzia: Mete Kalkavan |

| 411 lipca 2017 | Partizan Belgrad                | 2:0   | Budućnost Podgorica |                                                                  |
| 20:45 CET      | Djurdjević 52' (k.) · Souza 63' | (0:0) |                     | Stadion Partizana, Belgrad Widzów: 20 530 Sędzia: Pol van Boekel |

| 511 lipca 2017 | Hibernians | 0:3   | Red Bull Salzburg                           |                                                           |
| 20:30 CET      |            | (0:2) | 32' (k.) Berisha · 35' Hwang · 54' Minamino | Hibernians Ground, Paola Widzów: 1 452 Sędzia: Fran Jović |

| 612 lipca 2017 | Sheriff Tyraspol   | 1:0   | Kukësi |                                                                       |
| 19:00 CET      | Badibanga 79' (k.) | (0:0) |        | Stadionul Sheriff, Tiraspol Widzów: 5 772 Sędzia: Christos Nicolaides |

| 712 lipca 2017 | Spartaks Jūrmala | 0:1   | FK Astana   |                                                          |
| 18:00 CET      |                  | (0:0) | 73' Twumasi | Stadion Slokas, Jurmała Widzów: 1 987 Sędzia: Neil Doyle |

| 812 lipca 2017 | BATE Borysów | 1:1   | Alaszkert       |                                                           |
| 19:30 CET      | Rios 43'     | (0:0) | 78' (sam.) Rios | Barysau-Arena, Borysów Widzów: 11 192 Sędzia: Enea Jorgji |

| 912 lipca 2017 | MŠK Žilina | 1:3   | FC Kopenhaga           |                                                                 |
| 20:15 CET      | Špalek 39' | (1:0) | 68', 73', 83' Pavlović | Štadión pod Dubňom, Żylina Widzów: 10 023 Sędzia: Benoît Millot |

| 1012 lipca 2017 | Hapoel Beer Szewa         | 2:1   | Budapest Honvéd FC |                                                                  |
| 19:00 CET       | Vitor 35' · Einbinder 52' | (1:0) | 63' Lanzafame      | Turner Stadium, Beer Szewa Widzów: 15 603 Sędzia: Andreas Ekberg |

| 1111 lipca 2017 | HNK Rijeka           | 2:0   | The New Saints F.C. |                                                      |
| 20:45 CET       | Mišić 4' · Matei 69' | (1:0) |                     | Kantrida, Rijeka Widzów: 5 883 Sędzia: Kristo Tohver |

| 1212 lipca 2017 | Malmö FF           | 1:1   | Wardar Skopje     |                                                                  |
| 19:00 CET       | Franz Brorsson 75' | (0:0) | 63' Boban Nikolov | Swedbank Stadion, Malmö Widzów: 20 058 Sędzia: Þorvaldur Árnason |

| 1312 lipca 2017 | Zrinjski Mostar | 1:2   | NK Maribor                       |                                                                           |
| 19:00 CET       | Todorović 89'   | (0:1) | 43' Zahovič · 90+3' (k.) Tavares | Stadion pod Bijelim Brijegom, Mostar Widzów: 7 000 Sędzia: Daniel Siebert |

| 1412 lipca 2017 | Dundalk F.C. | 1:1   | Rosenborg BK    |                                                         |
| 20:45 CET       | McMillan 18' | (1:1) | 44' Reginiussen | Oriel Park, Dundalk Widzów: 3 050 Sędzia: Radu Petrescu |

| 1512 lipca 2017 | FH          | 1:1   | Víkingur Gøta  |                                                                |
| 21:15 CET       | Pálsson 49' | (0:0) | 73' (k.) Lawal | Kaplakriki, Hafnarfjörður Widzów: 1 523 Sędzia: Petr Ardeleanu |

| 1614 lipca 2017 | Linfield F.C. | 0:2   | Celtic                         |                                                                           |
| 18:00 CET       |               | (0:2) | 17' Scott Sinclair · 23' Rogić | Windsor Park, Belfast Widzów: 6 359 Sędzia: Alejandro Hernández Hernández |

| 1712 lipca 2017 | IFK Mariehamn | 0:3   | Legia Warszawa                                |                                                                     |
| 20:00 CET       |               | (0:3) | 8' (k.) Guilherme · 40' Nagy · 44' Hämäläinen | Wiklöf Holding Arena, Mariehamn Widzów: 1 637 Sędzia: Andrew Dallas |

### Rewanże
| 119 lipca 2017 | F91 Dudelange | 0:1   | APOEL Nikozja       |                                                                     |
| 18:00 CET      |               | (0:1) | 40' (k.) De Camargo | Stade Jos Nosbaum, Dudelange Widzów: 1 458 Sędzia: Nikola Dabanović |

| 219 lipca 2017 | Łudogorec Razgrad                              | 4:1   | Žalgiris Wilno |                                                                              |
| 20:00 CET      | Natanael 41' · Wanderson 55' · Keșerü 56', 74' | (1:1) | 15' Nyuiadzi   | Łudogorec Arena, Razgrad Widzów: 4 739 Sędzia: Mads-Kristoffer Kristoffersen |

| 318 lipca 2017 | SK Samtredia | 0:1   | Qarabağ FK   |                                                                             |
| 19:00 CET      |              | (0:1) | 22' Guerrier | Stadion im. Borisa Paiczadze, Tbilisi Widzów: 1 835 Sędzia: Srđan Jovanović |

| 418 lipca 2017 | Budućnost Podgorica | 0:0   | Partizan Belgrad |                                                                       |
| 20:45 CET      |                     | (0:0) |                  | Stadion Pod Goricom, Podgorica Widzów: 9 153 Sędzia: Roi Reinshreiber |

| 519 lipca 2017 | Red Bull Salzburg                              | 3:0   | Hibernians |                                                                 |
| 20:30 CET      | Rzatkowski 11' · Gulbrandsen 19' · Haidara 85' | (2:0) |            | Red Bull Arena, Salzburg Widzów: 5 511 Sędzia: Sergey Lapochkin |

| 619 lipca 2017 | Kukësi                  | 2:1   | Sheriff Tyraspol |                                                                     |
| 19:30 CET      | Emini 35' · Pejić 45+1' | (2:0) | 56' Bayala       | Stadiumi Ruzhdi Bizhuta, Elbasan Widzów: 1 417 Sędzia: Irfan Peljto |

| 718 lipca 2017 | FK Astana   | 1:1   | Spartaks Jūrmala |                                                                        |
| 16:00 CET      | Twumasi 73' | (0:0) | 72' Vardanjans   | Astana Arena, Astana Widzów: 20 500 Sędzia: Charalambos Kalogeropoulos |

| 818 lipca 2017 | Alaszkert     | 1:3   | BATE Borysów                         |                                                                    |
| 18:00 CET      | Nenadović 18' | (1:2) | 23', 35' Hardziejczuk · 78' Waładźko | Stadion Hanrapetakan, Erywań Widzów: 10 000 Sędzia: Peter Kralović |

| 919 lipca 2017 | FC Kopenhaga    | 1:2   | MŠK Žilina              |                                                         |
| 19:30 CET      | Verbič 48' (k.) | (0:1) | 19' Otubanjo · 57' Kaša | Parken, Kopenhaga Widzów: 9 140 Sędzia: Jonathan Lardot |

| 1019 lipca 2017 | Budapest Honvéd FC           | 2:3   | Hapoel Beer Szewa                 |                                                                         |
| 21:15 CET       | Lanzafame 45+2' · Baráth 73' | (1:2) | 12' Ugochukwu · 16', 84' Nwakaeme | Stadion im. Józsefa Bozsika, Budapeszt Widzów: 200 Sędzia: Davide Massa |

| 1118 lipca 2017 | The New Saints F.C. | 1:5   | HNK Rijeka                                                   |                                                          |
| 20:00 CET       | Cieślewicz 69'      | (0:1) | 41' Matei · 54', 79' Gavranović · 61' Gorgon · 64' Ristowski | Park Hall, Oswestry Widzów: 1 150 Sędzia: Georgi Kabakow |

| 1218 lipca 2017 | Wardar Skopje                                  | 3:1   | Malmö FF           |                                                                     |
| 18:00 CET       | Grnczarow 56' · Barseghian 61' · Nikolov 90+1' | (0:1) | 16' (k.) Rosenberg | Stadion Mładost, Strumica Widzów: 2 800 Sędzia: Anatoliy Zhabchenko |

| 1319 lipca 2017 | NK Maribor | 1:1   | Zrinjski Mostar |                                                                      |
| 20:15 CET       | Viler 27'  | (1:1) | 43' Todorović   | Stadion Ljudski vrt, Maribor Widzów: 9 266 Sędzia: Ola Hobber Nilsen |

| 1419 lipca 2017 | Rosenborg BK                     | 2:1 (pd.)       | Dundalk F.C. |                                                                    |
| 19:15 CET       | De Lanlay 43' · Vilhjálmsson 98' | (1:1, 1:1, 2:1) | 12' Gartland | Lerkendal Stadion, Trondheim Widzów: 14 817 Sędzia: Aliyar Aghayev |

| 1518 lipca 2017 | Víkingur Gøta | 0:2   | FH                                   |                                                              |
| 20:00 CET       |               | (0:0) | 79' (k.) Lennon · 90+1' Valdimarsson | Tórsvøllur, Thorshavn Widzów: 3 043 Sędzia: Ville Nevalainen |

| 1619 lipca 2017 | Celtic                                         | 4:0   | Linfield F.C. |                                                              |
| 20:45 CET       | Sinclair 4', 54' · Rogić 47' · Armstrong 90+2' | (1:0) |               | Celtic Park, Glasgow Widzów: 58 075 Sędzia: Stephan Klossner |

| 1719 lipca 2017 | Legia Warszawa                                                                             | 6:0   | IFK Mariehamn |                                                                         |
| 20:45 CET       | Guilherme 6' · Kojola 37' (sam.) · Kucharczyk 40', 54' (k.) · Szymański 80' · Michalak 81' | (3:0) |               | Stadion Wojska Polskiego, Warszawa Widzów: 15 843 Sędzia: Tiago Martins |

## III runda kwalifikacyjna
Od tej rundy turniej kwalifikacyjny będzie podzielony na 2 części – dla mistrzów i niemistrzów poszczególnych federacji:
- do startu w III rundzie kwalifikacyjnej dla mistrzów uprawnionych jest 20 drużyn (w tym 17 zwycięzców II rundy), z czego 10 rozstawiono;
- do startu w III rundzie kwalifikacyjnej w ścieżce ligowej uprawnionych jest 10 drużyn, z czego 5 jest rozstawionych.

Losowanie odbyło się 14 lipca 2017 roku. Pierwsze mecze zostały rozegrane 25 i 26 lipca, natomiast rewanże odbyły się 1 i 2 sierpnia.
Drużyny, które przegrały w tej rundzie, otrzymają prawo gry w rundzie play-off Ligi Europy UEFA.
Uwaga: Losowanie III rundy kwalifikacyjnej odbyło się przed zakończeniem II rundy, więc rozstawienia dokonano przyjmując założenie, że awans uzyska drużyna z wyższym współczynnikiem w poprzedniej rundzie.
    drużyny, które awansowały z II rundy kwalifikacyjnej
| Drużyny rozstawione    |        |
| Drużyna                | Wsp.   |
| Olympiakos SFP         | 70,940 |
| Celtic                 | 40,460 |
| APOEL Nikozja          | 35,935 |
| Legia Warszawa         | 28,000 |
| HNK Rijeka             | 25,775 |
| Drużyny nierozstawione |        |
| Drużyna                | Wsp.   |
| NK Maribor             | 21,125 |
| Rosenborg BK           | 12,850 |
| FK Astana              | 12,575 |
| Hapoel Beer Szewa      | 10,575 |
| Wardar Skopje          | 5,125  |

| Drużyny rozstawione    |        |
| Drużyna                | Wsp.   |
| Slavia Praga           | 44,585 |
| Red Bull Salzburg      | 42,520 |
| BATE Borysów           | 34,000 |
| Łudogorec Razgrad      | 25,625 |
| FC Kopenhaga           | 24,720 |
| Drużyny nierozstawione |        |
| Drużyna                | Wsp.   |
| Viitorul Constanța     | 25,383 |
| Partizan Belgrad       | 16,075 |
| Qarabağ FK             | 13,475 |
| Sheriff Tyraspol       | 10,575 |
| FH                     | 6,175  |

Wsp. – wartość współczynnika klubowego
Pogrubioną czcionką wyróżnione zespoły, które awansowały do kolejnej rundy.
Niebieską ramką zaznaczono drużyny, które w poprzedniej rundzie wyeliminowały drużynę o wyższym współczynniku i były losowane według współczynnika rywala (losowanie tej rundy odbyło się przed zakończeniem poprzedniej).
| Drużyny rozstawione | Drużyny rozstawione |
| Drużyna             | Wsp.                |
| ------------------- | ------------------- |
| Dynamo Kijów        | 81,976              |
| Ajax                | 58,112              |
| Club Brugge         | 54,000              |
| İstanbul Başakşehir | 40,920              |
| Viktoria Pilzno     | 40,585              |

| Drużyny nierozstawione | Drużyny nierozstawione |
| Drużyna                | Wsp.                   |
| ---------------------- | ---------------------- |
| Steaua Bukareszt       | 36,576                 |
| AEK Ateny              | 36,549                 |
| OGC Nice               | 36,549                 |
| BSC Young Boys         | 24,755                 |
| CSKA Moskwa            | 11,716                 |

Wsp. – wartość współczynnika klubowego
Pogrubioną czcionką wyróżnione zespoły, które awansowały do kolejnej rundy.
| Drużyna 1                            | Wynik dwumeczu      | Drużyna 2           | Pierwszy mecz       | Drugi mecz          |                     |
| Ścieżka mistrzowska                  | Ścieżka mistrzowska | Ścieżka mistrzowska | Ścieżka mistrzowska | Ścieżka mistrzowska | Ścieżka mistrzowska |
| ------------------------------------ | ------------------- | ------------------- | ------------------- | ------------------- | ------------------- |
| Slavia Praga                         | 2:2 (br. wyj.)      | BATE Borysów        | 1:0                 | 1:2                 |                     |
| FK Astana                            | 3:2                 | Legia Warszawa      | 3:1                 | 0:1                 |                     |
| NK Maribor                           | 2:0                 | FH                  | 1:0                 | 1:0                 |                     |
| Wardar Skopje                        | 2:4                 | FC Kopenhaga        | 1:0                 | 1:4                 |                     |
| Celtic                               | 1:0                 | Rosenborg BK        | 0:0                 | 1:0                 |                     |
| Hapoel Beer Szewa                    | 3:3 (br. wyj.)      | Łudogorec Razgrad   | 2:0                 | 1:3                 |                     |
| Viitorul Constanța                   | 1:4                 | APOEL Nikozja       | 1:0                 | 0:4 (dogr.)         |                     |
| Red Bull Salzburg                    | 1:1 (br. wyj.)      | HNK Rijeka          | 1:1                 | 0:0                 |                     |
| Qarabağ FK                           | 2:1                 | Sheriff Tyraspol    | 0:0                 | 2:1                 |                     |
| Partizan Belgrad                     | 3:5                 | Olympiakos SFP      | 1:3                 | 2:2                 |                     |
| Ścieżka ligowa                       |                     |                     |                     |                     |                     |
| Steaua Bukareszt                     | 6:3                 | Viktoria Pilzno     | 2:2                 | 4:1                 |                     |
| OGC Nice                             | 3:3 (br. wyj.)      | Ajax                | 1:1                 | 2:2                 |                     |
| Dynamo Kijów                         | 3:3 (br. wyj.)      | BSC Young Boys      | 3:1                 | 0:2                 |                     |
| AEK Ateny                            | 0:3                 | CSKA Moskwa         | 0:2                 | 0:1                 |                     |
| Club Brugge                          | 3:5                 | İstanbul Başakşehir | 3:3                 | 0:2                 |                     |
| Po lewej gospodarz pierwszego meczu. |                     |                     |                     |                     |                     |

### Pierwsze mecze
| 125 lipca 2017 | Slavia Praga  | 1:0   | BATE Borysów |                                                               |
| 19:00 CET      | Škoda 20' (k) | (1:0) |              | Synot Tip Aréna, Praga Widzów: 18 147 Sędzia: Bastian Dankert |

| 226 lipca 2017 | FK Astana                                    | 3:1   | Legia Warszawa |                                                          |
| 16:00 CET      | Kabananga 36' · Majeuski 45' · Twumasi 90+4' | (2:0) | 79' Sadiku     | Astana Arena, Astana Widzów: 26 100 Sędzia: Tamás Bognár |

| 326 lipca 2017 | NK Maribor  | 1:0   | FH |                                                                     |
| 20:20 CET      | Tavares 54' | (0:0) |    | Stadion Ljudski vrt, Maribor Widzów: 8 166 Sędzia: Andris Treimanis |

| 425 lipca 2017 | Wardar Skopje | 1:0   | FC Kopenhaga |                                                                                          |
| 20:00 CET      | Balotelli 65' | (0:0) |              | Arena Narodowa im. Filipa II Macedońskiego, Skopje Widzów: 12 000 Sędzia: Daniel Siebert |

| 526 lipca 2017 | Celtic | 0:0   | Rosenborg BK |                                                           |
| 20:45 CET      |        | (0:0) |              | Celtic Park, Glasgow Widzów: 49 172 Sędzia: Tiago Martins |

| 626 lipca 2017 | Hapoel Beer Szewa          | 2:0   | Łudogorec Razgrad |                                                                              |
| 19:00 CET      | Nwakaeme 19' · Ochanna 79' | (1:0) |                   | Turner Stadium, Beer Szewa Widzów: 15 183 Sędzia: Charalambos Kalogeropoulos |

| 726 lipca 2017 | Viitorul Constanța | 1:0   | APOEL Nikozja |                                                               |
| 20:00 CET      | Ganea 75'          | (0:0) |               | Stadionul Viitorul, Ovidiu Widzów: 3 873 Sędzia: Paolo Valeri |

| 826 lipca 2017 | Red Bull Salzburg | 1:1   | HNK Rijeka     |                                                                  |
| 18:45 CET      | Hwang 49'         | (0:1) | 30' Gavranović | Red Bull Arena, Salzburg Widzów: 12 714 Sędzia: Daniel Stefański |

| 925 lipca 2017 | Qarabağ FK | 0:0   | Sheriff Tyraspol |                                                                                           |
| 19:00 CET      |            | (0:0) |                  | Stadion Republikański im. Tofiqa Bəhramova, Baku Widzów: 26 000 Sędzia: Sergey Tsinkevich |

| 1025 lipca 2017 | Partizan Belgrad | 1:3   | Olympiakos SFP                        |                                                                |
| 20:45 CET       | Tawamba Kana 10' | (1:1) | 6', 56' Ben Nabouhane · 90+1' Emenike | Stadion Partizana, Belgrad Widzów: 24 658 Sędzia: Davide Massa |

| 1125 lipca 2017 | Steaua Bukareszt           | 2:2   | Viktoria Pilzno          |                                                                 |
| 19:30 CET       | Budescu 37' · Teixeira 61' | (1:1) | 23' Krmenčík · 53' Kopic | Arena Narodowa, Bukareszt Widzów: 33 795 Sędzia: Aliyar Aghayev |

| 1226 lipca 2017 | OGC Nice      | 1:1   | Ajax            |                                                                       |
| 20:45 CET       | Balotelli 32' | (1:0) | 49' Van de Beek | Allianz Riviera, Nicea Widzów: 31 342 Sędzia: Carlos del Cerro Grande |

| 1326 lipca 2017 | Dynamo Kijów                                 | 3:1   | BSC Young Boys  |                                                                 |
| 18:30 CET       | Yarmolenko 15' · Mbokani 34' · Harmash 90+3' | (2:0) | 90+1' Fassnacht | Stadion Olimpijski, Kijów Widzów: 36 341 Sędzia: Andreas Ekberg |

| 1425 lipca 2017 | AEK Ateny | 0:2   | CSKA Moskwa                   |                                                              |
| 19:30 CET       |           | (0:1) | 45+1' Dzagoev · 55' Wernbloom | Stadion Olimpijski, Ateny Widzów: 25 083 Sędzia: Marco Fritz |

| 1526 lipca 2017 | Club Brugge                  | 3:3   | İstanbul Başakşehir         |                                                                    |
| 21:00 CET       | Dennis 6' · Denswil 16', 79' | (2:0) | 59', 74' Mossoró · 64' Elia | Jan Breydel Stadion, Brugia Widzów: 26 788 Sędzia: Paolo Mazzoleni |

### Rewanże
| 12 sierpnia 2017 | BATE Borysów                   | 2:1   | Slavia Praga |                                                              |
| 19:00 CET        | Sihniewicz 5' · Stasiewicz 46' | (1:1) | Škoda 44'    | Barysau-Arena, Borysów Widzów: 12 436 Sędzia: Pol van Boekel |

| 22 sierpnia 2017 | Legia Warszawa | 1:0   | FK Astana |                                                                        |
| 20:45 CET        | Czerwiński 76' | (0:0) |           | Stadion Wojska Polskiego, Warszawa Widzów: 24 937 Sędzia: Jakob Kehlet |

| 32 sierpnia 2017 | FH | 0:1   | NK Maribor    |                                                                |
| 20:30 CET        |    | (0:0) | Tavares 90+2' | Kaplakriki, Hafnarfjörður Widzów: 2 563 Sędzia: Peter Kralović |

| 42 sierpnia 2017 | FC Kopenhaga                                                        | 4:1   | Wardar Skopje |                                                      |
| 20:00 CET        | Greguš 2' · Barseghian 26' (sam.) · Santander 75' · Sotiriu 88' (k) | (2:1) | Nikolov 19'   | Parken, Kopenhaga Widzów: 15 224 Sędzia: John Beaton |

| 52 sierpnia 2017 | Rosenborg BK | 0:1   | Celtic      |                                                                     |
| 20:45 CET        |              | (0:0) | Forrest 69' | Lerkendal Stadion, Trondheim Widzów: 20 974 Sędzia: Jonathan Lardot |

| 62 sierpnia 2017 | Łudogorec Razgrad                  | 3:1   | Hapoel Beer Szewa |                                                                 |
| 20:30 CET        | Wanderson 9', 33' · Marcelinho 56' | (2:0) | Ghadir 61'        | Łudogorec Arena, Razgrad Widzów: 5 398 Sędzia: Serdar Gözübüyük |

| 72 sierpnia 2017 | APOEL Nikozja                                           | 4:0 (pd.)       | Viitorul Constanța |                                                           |
| 19:00 CET        | Carlão 54' · Merkis 93' · De Camargo 94' · Efrem 105+1' | (0:0, 1:0, 4:0) |                    | Stadion GSP, Nikozja Widzów: 13 647 Sędzia: Aleksei Eskov |

| 82 sierpnia 2017 | HNK Rijeka | 0:0   | Red Bull Salzburg |                                                      |
| 20:45 CET        |            | (0:0) |                   | Kantrida, Rijeka Widzów: 8 118 Sędzia: Hüseyin Göçek |

| 91 sierpnia 2017 | Sheriff Tyraspol    | 1:2   | Qarabağ FK                |                                                                  |
| 19:00 CET        | Badibanga 90+4' (k) | (0:1) | 45+3' Ndlovu · 86' Míchel | Sheriff Stadium, Tyraspol Widzów: 7 742 Sędzia: Roi Reinshreiber |

| 102 sierpnia 2017 | Olympiakos SFP                      | 2:2   | Partizan Belgrad          |                                                                                           |
| 20:45 CET         | Carcela-González 22' · Fortunis 51' | (1:1) | Soumah 33' · Đurđević 85' | Stadion im. Jeorjosa Karaiskakisa, Pireus Widzów: 23 854 Sędzia: Xavier Estrada Fernández |

| 112 sierpnia 2017 | Viktoria Pilzno | 1:4   | Steaua Bukareszt                                           |                                                                           |
| 20:15 CET         | Krmenčík 64'    | (0:1) | Bălașa 27', · Teixeira 71', · Tănase 76' · Alibec 79' (k.) | Doosan Arena, Pilzno Widzów: 10 802 Sędzia: Alejandro Hernández Hernández |

| 122 sierpnia 2017 | Ajax                          | 2:2   | OGC Nice                |                                                                  |
| 20:45 CET         | Van de Beek 26' · Sánchez 57' | (1:1) | Souquet 3' · Marcel 79' | Amsterdam ArenA, Amsterdam Widzów: 51 845 Sędzia: Andre Marriner |

| 132 sierpnia 2017 | BSC Young Boys               | 2:0   | Dynamo Kijów |                                                                  |
| 20:15 CET         | Hoarau 13' (k) · Lotomba 90' | (1:0) |              | Stade de Suisse Wankdorf, Berno Widzów: 13 303 Sędzia: Paweł Gil |

| 142 sierpnia 2017 | CSKA Moskwa | 1:0   | AEK Ateny |                                                          |
| 19:00 CET         | Natcho 74'  | (0:0) |           | Ariena CSKA, Moskwa Widzów: 12 000 Sędzia: Benoît Millot |

| 152 sierpnia 2017 | İstanbul Başakşehir     | 2:0   | Club Brugge |                                                                             |
| 19:45 CET         | Adebayor 7' · Višća 34' | (2:0) |             | Başakşehir Fatih Terim Stadium, Stambuł Widzów: 9 168 Sędzia: István Kovács |

## Runda play-off
W tej rundzie kwalifikacji utrzymany został podział na 2 ścieżki – mistrzowską i ligową:
- do startu w rundzie play-off w ścieżce mistrzowskiej uprawnionych zostanie 10 drużyn (zwycięzców III rundy), z czego 5 jest rozstawionych;
- do startu w rundzie play-off w ścieżce ligowej uprawnionych zostanie 10 drużyn (w tym 5 zwycięzców III rundy), z czego 5 jest rozstawionych.

Losowanie odbyło się 4 sierpnia 2017 roku. Pierwsze mecze zostały rozegrane 15 i 16 sierpnia, natomiast rewanże tydzień później.
Drużyny, które przegrały w tej rundzie, otrzymają prawo gry w fazie grupowej Ligi Europy UEFA.
    drużyny, które awansowały z III rundy kwalifikacyjnej
| Drużyny rozstawione | Drużyny rozstawione |
| Drużyna             | Wsp.                |
| ------------------- | ------------------- |
| Olympiakos SFP      | 64,580              |
| Celtic              | 42,785              |
| FC Kopenhaga        | 37,800              |
| APOEL Nikozja       | 26,210              |
| NK Maribor          | 21,125              |

| Drużyny nierozstawione | Drużyny nierozstawione |
| Drużyna                | Wsp.                   |
| ---------------------- | ---------------------- |
| Qarabağ FK             | 18,050                 |
| FK Astana              | 16,800                 |
| HNK Rijeka             | 15,550                 |
| Hapoel Beer Szewa      | 10,575                 |
| Slavia Praga           | 8,135                  |

Wsp. – wartość współczynnika klubowego
Pogrubioną czcionką wyróżnione zespoły, które awansowały do kolejnej rundy.
Niebieską ramką zaznaczono drużyny, które w poprzedniej rundzie wyeliminowały drużynę o wyższym współczynniku i były losowane według współczynnika rywala (losowanie tej rundy odbyło się przed zakończeniem poprzedniej).
| Drużyny rozstawione | Drużyny rozstawione |
| Drużyna             | Wsp.                |
| ------------------- | ------------------- |
| Sevilla FC          | 112,999             |
| Napoli              | 88,666              |
| Liverpool           | 56,192              |
| CSKA Moskwa         | 39,606              |
| Sporting CP         | 36,866              |

| Drużyny nierozstawione | Drużyny nierozstawione |
| Drużyna                | Wsp.                   |
| ---------------------- | ---------------------- |
| Steaua Bukareszt       | 35,370                 |
| BSC Young Boys         | 28,915                 |
| OGC Nice               | 36,576                 |
| TSG Hoffenheim         | 15,899                 |
| İstanbul Başakşehir    | 10,340                 |

Wsp. – wartość współczynnika klubowego
Pogrubioną czcionką wyróżnione zespoły, które awansowały do kolejnej rundy.
| Drużyna 1                            | Wynik dwumeczu      | Drużyna 2           | Pierwszy mecz       | Drugi mecz          |                     |
| Ścieżka mistrzowska                  | Ścieżka mistrzowska | Ścieżka mistrzowska | Ścieżka mistrzowska | Ścieżka mistrzowska | Ścieżka mistrzowska |
| ------------------------------------ | ------------------- | ------------------- | ------------------- | ------------------- | ------------------- |
| Qarabağ FK                           | 2:2 (br. wyj.)      | FC Kopenhaga        | 1:0                 | 1:2                 |                     |
| APOEL Nikozja                        | 2:0                 | Slavia Praga        | 2:0                 | 0:0                 |                     |
| Olympiakos SFP                       | 3:1                 | HNK Rijeka          | 2:1                 | 1:0                 |                     |
| Celtic                               | 8:4                 | FK Astana           | 5:0                 | 3:4                 |                     |
| Hapoel Beer Szewa                    | 2:2 (br. wyj.)      | NK Maribor          | 2:1                 | 0:1                 |                     |
| Ścieżka ligowa                       |                     |                     |                     |                     |                     |
| İstanbul Başakşehir                  | 3:4                 | Sevilla FC          | 1:2                 | 2:2                 |                     |
| BSC Young Boys                       | 0:3                 | CSKA Moskwa         | 0:1                 | 0:2                 |                     |
| Napoli                               | 4:0                 | OGC Nice            | 2:0                 | 2:0                 |                     |
| TSG Hoffenheim                       | 3:6                 | Liverpool           | 1:2                 | 2:4                 |                     |
| Sporting CP                          | 5:1                 | Steaua Bukareszt    | 0:0                 | 5:1                 |                     |
| Po lewej gospodarz pierwszego meczu. |                     |                     |                     |                     |                     |

### Pierwsze mecze
| 115 sierpnia 2017 | Qarabağ FK  | 1:0   | FC Kopenhaga |                                                                                           |
| 18:00 CET         | Mədətov 25' | (1:0) |              | Stadion Republikański im. Tofiqa Bəhramova, Baku Widzów: 31 250 Sędzia: Paolo Tagliavento |

| 215 sierpnia 2017 | APOEL Nikozja                 | 2:0   | Slavia Praga |                                                                 |
| 20:45 CET         | De Camargo 2' · Aloneftis 10' | (2:0) |              | Stadion GSP, Nikozja Widzów: 13 073 Sędzia: Antonio Mateu Lahoz |

| 316 sierpnia 2017 | Olympiakos SFP                 | 2:1   | HNK Rijeka |                                                                               |
| 20:45 CET         | Odjidja-Ofoe 66' · Romao 90+3' | (0:1) | 42' Héber  | Stadion im. Jeorjosa Karaiskakisa, Pireus Widzów: 21 352 Sędzia: Felix Zwayer |

| 416 sierpnia 2017 | Celtic                                                                     | 5:0   | FK Astana |                                                            |
| 20:45 CET         | Postnikov 32' (sam.) · Sinclair 42', 60' · Forrest 79' · Szytau 88' (sam.) | (2:0) |           | Celtic Park, Glasgow Widzów: 54 016 Sędzia: Ovidiu Hațegan |

| 516 sierpnia 2017 | Hapoel Beer Szewa               | 2:1   | NK Maribor  |                                                                  |
| 20:45 CET         | Nwakaeme 12' · Cedek 45+2' (k.) | (2:1) | 10' Tavares | Turner Stadium, Beer Szewa Widzów: 15 265 Sędzia: Jonas Eriksson |

| 616 sierpnia 2017 | İstanbul Başakşehir | 1:2   | Sevilla FC                    |                                                                             |
| 20:45 CET         | Elia 64'            | (0:1) | 16' Escudero · 84' Ben Yedder | Başakşehir Fatih Terim Stadı, Stambuł Widzów: 12 894 Sędzia: Clément Turpin |

| 715 sierpnia 2017 | BSC Young Boys | 0:1   | CSKA Moskwa       |                                                                                 |
| 20:45 CET         |                | (0:0) | 90+1' (sam.) Nuhu | Stade de Suisse Wankdorf, Berno Widzów: 20 003 Sędzia: David Fernández Borbalán |

| 816 sierpnia 2017 | Napoli                          | 2:0   | OGC Nice |                                                                  |
| 20:45 CET         | Mertens 13' · Jorginho 70' (k.) | (1:0) |          | Stadio San Paolo, Neapol Widzów: 49 324 Sędzia: Szymon Marciniak |

| 915 sierpnia 2017 | TSG Hoffenheim | 1:2   | Liverpool                                   |                                                                   |
| 20:45 CET         | 87' Uth        | (0:1) | 35' Alexander-Arnold · 74' (sam.) Nordtveit | Rhein-Neckar-Arena, Sinsheim Widzów: 25 568 Sędzia: Björn Kuipers |

| 1015 sierpnia 2017 | Sporting CP | 0:0   | Steaua Bukareszt |                                                                   |
| 20:45 CET          |             | (0:0) |                  | Estádio José Alvalade, Lizbona Widzów: 46 678 Sędzia: Felix Brych |

### Rewanże
| 123 sierpnia 2017 | FC Kopenhaga                 | 2:1   | Qarabağ FK |                                                                   |
| 20:45 CET         | Santander 45' · Pavlović 66' | (1:0) | 63' Ndlovu | Parken, Kopenhaga Widzów: 21 222 Sędzia: Alberto Undiano Mallenco |

| 223 sierpnia 2017 | Slavia Praga | 0:0   | APOEL Nikozja |                                                             |
| 20:45 CET         |              | (0:0) |               | Synot Tip Aréna, Praga Widzów: 18 844 Sędzia: Milorad Mažić |

| 322 sierpnia 2017 | HNK Rijeka | 0:1   | Olympiakos SFP |                                                               |
| 20:45 CET         |            | (0:1) | 25' Marin      | Stadion Rujevica, Rijeka Widzów: 8 105 Sędzia: Danny Makkelie |

| 422 sierpnia 2017 | FK Astana                                        | 4:3   | Celtic                                    |                                                            |
| 17:30 CET         | Ajer 26' (sam.) · Mużykow 48' · Twumasi 49', 69' | (1:1) | 34' Sinclair · 80' Ntcham · 90' Griffiths | Astana Arena, Astana Widzów: 19 075 Sędzia: Pavel Královec |

| 522 sierpnia 2017 | NK Maribor | 1:0   | Hapoel Beer Szewa |                                                                     |
| 20:45 CET         | Viler 15'  | (1:0) |                   | Stadion Ljudski vrt, Maribor Widzów: 12 066 Sędzia: Gianluca Rocchi |

| 622 sierpnia 2017 | Sevilla FC                    | 2:2   | İstanbul Başakşehir  |                                                                              |
| 20:45 CET         | Escudero 52' · Ben Yedder 75' | (0:1) | 17' Elia · 83' Višća | Estadio Ramón Sánchez Pizjuán, Sewilla Widzów: 34 278 Sędzia: William Collum |

| 723 sierpnia 2017 | CSKA Moskwa                    | 2:0   | BSC Young Boys |                                                                   |
| 20:45 CET         | Szczennikow 45' · Dzagojew 65' | (1:0) |                | Ariena CSKA, Moskwa Widzów: 15 560 Sędzia: Anastasios Sidiropulos |

| 822 sierpnia 2017 | OGC Nice | 0:2   | Napoli                     |                                                             |
| 20:45 CET         |          | (0:0) | 48' Callejón · 89' Insigne | Allianz Riviera, Nicea Widzów: 32 103 Sędzia: Damir Skomina |

| 923 sierpnia 2017 | Liverpool                              | 4:2   | TSG Hoffenheim       |                                                          |
| 20:45 CET         | Can 10', 21' · Salah 18' · Firmino 63' | (3:1) | 28' Uth · 79' Wagner | Anfield, Liverpool Widzów: 51 808 Sędzia: Daniele Orsato |

| 1023 sierpnia 2017 | Steaua Bukareszt | 1:5   | Sporting CP                                                             |                                                               |
| 20:45 CET          | Morais 20'       | (1:1) | 13' Doumbia · 60' Acuña · 64' Gelson Martins · 75' Dost · 88' Battaglia | Arena Narodowa, Bukareszt Widzów: 49 220 Sędzia: Cüneyt Çakır |